# Манчинелли, Луиджи
Луиджи Манчинелли (итал. Luigi Mancinelli; 5 февраля 1848 года, Орвието, Папская область — 2 февраля 1921 года, Рим, королевство Италия) — итальянский композитор, дирижёр и виолончелист.

## Биография
Луиджи Манчинелли родился 5 февраля 1848 года в Орвието, в семье меломана и члена городского оркестра Раффаэле Манчинелли и Джачинты Ферраччи. Он был братом дирижёра Марино Манчинелли.
В 1863 году был принят в оркестр капеллы кафедрального собора в Орвието, где играл на контрабасе. Переехав во Флоренцию, учился у Джефте Сбольчи (виолончель) и Теодуло Мабеллини (композиция). В 1867 году был принят на место виолончелиста в оркестр театра Пергола во Флоренции, откуда в 1871 году перешёл в театры Арджентина и Аполло в Риме. В 1874 году был принят на место главного виолончелиста в театр Морлакки в Перудже, где в этом же году дебютировал как дирижёр с оперой «Аида» Джузеппе Верди. С этого времени работал дирижёром оркестров в театрах Рима и Болоньи.
Это был один из первых великих итальянских дирижёров, известных не только в Италии, но и за рубежом — в Испании, Великобритании, Франции, Германии, Австрии, США, Аргентине. Его дирижёрский и композиторский дебют на международном уровне состоялся на концертах в Париже на Всемирной выставке 1878 года, во время которых были исполнены три симфонические интерлюдии Луиджи Манчинелли. Он дирижировал на открытии оперных театров в Нью-Йорке и Буэнос-Айресе.
В 1881 году женился на Луизе Кора, певице и художнице, происходившей из аристократического рода. В том же году стал директором Болонского музыкального лицея, однако в 1886 г., после провала оперы «Изора из Прованса» (итал. Isora di Provenza), ушёл со своего поста и покинул город.
Несмотря на поддержку издательства Рикорди, его композиторское творчество не имело успеха. Он также писал музыку для кино. С 1907 и 1921 год им было написано одиннадцать сочинений, в том числе опера «Сон в летнюю ночь» (итал. Sogno d'una notte d'estate).
Луиджи Манчинелли умер 2 февраля 1921 года в Риме. Его именем был назван крупнейший театр города Орвието — Театро Манчинелли.

## Творческое наследие
Творческое наследие композитор включает 4 оперы, 3 сценических произведения, 2 кантаты, ряд симфонических сочинений.